# 瀬藤象二
瀬藤 象二（せとう しょうじ、1891年3月18日 - 1977年10月20日）は、電気工学者。和歌山県出身。

## 生涯
1891年3月18日、和歌山県有田郡鳥屋城村（現：有田川町）に生まれた。父と兄に勧められ、濱口梧陵が創設した耐久学舎に入学、第一高等学校を経て、1912年には東京帝国大学工学部電気工学科へ進学。
1915年、同大学を首席で卒業し、鳳秀太郎教授の要請で講師を務め、1918年に助教授となる。1923年3月から2年間ベルリン大学に留学し、帰国後の1925年に東京帝国大学教授を務める。翌1926年から理化学研究所主任研究員として、アルミニウムの陽極酸化法の研究を行い、1928年にはアルマイトを開発。
1939年、日本学術振興会第37小委員会委員長として、電子顕微鏡の国産化のために日本電子顕微鏡学会（現：日本顕微鏡学会）を設立した。同学会には業績を挙げ学会に貢献した個人を表彰する賞として学会賞(瀬藤賞)を設けている。
東京帝国大学第二工学部、同生産技術研究所の設立に携わり、生産技術研究所初代所長を務めて退職。
電気学会会長（1941年1月 - 1942年1月）、日本電子顕微鏡学会会長、東京芝浦電気株式会社専務取締役、日本原子力事業株式会社会長、東京電機大学理事長（1959年3月 - 1971年3月）を歴任。
1955年に紫綬褒章を受章し、1973年には文化勲章を受章。受章した文化勲章は、母校の和歌山県立耐久高等学校で保管されている。

## 栄典
勲章
- 1942年（昭和17年）9月8日  - 勲二等瑞宝章[2]

## 著作
- 『応用電気機器学』共立社(刊)、1937年
- 『直流及交流整流子機』アルス(刊)アルス電氣工學大講座 第5巻、1934年